# Palatium (Soest)
Das kurkölnisch-bischöfliche Palatium in Soest, auch Neue Pfalz genannt, war seit dem späten 12. Jahrhundert eine Nebenresidenz der Erzbischöfe von Köln im kölnischen Herzogtum Westfalen.
Die Neue Pfalz wurde von Philipp von Heinsberg wohl im Zusammenhang mit der Anlage der neuen Stadtmauer angelegt. Sie war mit größter Wahrscheinlichkeit der Nachfolgebau der so genannten Alten Pfalz im Stadtzentrum, später bekannt als Hohes Hospital. Die Neue Pfalz entstand am Stadtrand nahe der Stadtmauer in unmittelbarer Umgebung der zu dieser Zeit ebenfalls errichteten Kirche Alt-St. Thomä, die Hauptgebäude lagen westlich der Kirche. Zunächst eine landesherrschaftliche Zwingburg in Soest, wurde der eigentliche Zwingturm der Anlage bereits 1225, unmittelbar nach Ermordung von Erzbischof Engelbert I. von Köln, durch die Soester zerstört. Heinrich von Molenark forderte daraufhin von der Stadt eine Strafe von 300 Mark, was etwa drei größeren Bauernhöfen entsprach. Für das Geld bauten die Erzbischöfe ihre Festung in Rüthen und nicht etwa in Soest aus, d. h. Soest ging letztlich aus der Auseinandersetzung insofern gestärkt hervor, als keine Zwingburg mehr innerhalb der Stadt errichtet wurde. Tatsächlich erhielten die Soester nach Zahlung der Strafe nicht nur ihre Privilegien bestätigt. Sondern ihnen wurde bischöflicherseits zugesichert, dass der Neubau entfestigt bliebe, nämlich ein  Gebäude mit großen Türen, Fenstern und Öffnungen sein würde.
Heute befinden sich an der Stelle der ehemaligen Anlage privat und gewerblich genutzte Grundstücke, von der ehemaligen Gesamtanlage steht allein noch die Kirche Alt-St. Thomä, in Soest und Umgebung auch bekannt als „Schiefer Turm“.

## Belege
1. 1 2  Rathaus Soest. Abgerufen am 26. März 2011.
2. 1 2 3  Paul Leidinger: Soest und das Erzstift Köln. Zum Verhältnis von Landesherrschaft und Stadt im 13. Jahrhundert. In: Soester Zeitschrift. 92/93, Soest 1980/1981, S. 85–113, hier: S. 88 - Siehe auch: Engelbert von Berg (1185/1186-1225), Erzbischof von Köln  (1203-1225). Abgerufen am 26. März 2011.